# 邦热苏斯
邦热苏斯是巴西帕拉伊巴州的一个市镇。总面积47.421平方公里，总人口2532人，人口密度53.4人/平方公里。